# Sclerophoma eustomatis
Sclerophoma eustomatis är en svampart som beskrevs av Taubenh. & Ezekiel 1934. Sclerophoma eustomatis ingår i släktet Sclerophoma och familjen Dothioraceae.   Inga underarter finns listade i Catalogue of Life.